# مارك فيسر
مارك فيسر (بالإنجليزية: Mark Visser)‏ هو متركمج أسترالي، ولد في 9 مارس 1983.

## وصلات خارجية
- مارك فيسر على موقع الرابطة العالمية لركوب الأمواج (الإنجليزية)